# هانری چهارم (فیلم)
«هانری چهارم» (ایتالیایی: Enrico IV) یک فیلم به کارگردانی مارکو بلوکیو است که در سال ۱۹۸۴ منتشر شد. از بازیگران آن می‌توان به مارچلو ماسترویانی، کلودیا کاردیناله، و لئوپولدو تریئسته اشاره کرد.